# Pholcus velitchkovskyi
Pholcus velitchkovskyi är en spindelart som beskrevs av Kulczynski 1913. Pholcus velitchkovskyi ingår i släktet Pholcus och familjen dallerspindlar. Inga underarter finns listade i Catalogue of Life.